# Carex perprava
Carex perprava är en halvgräsart som beskrevs av Charles Baron Clarke. Carex perprava ingår i släktet starrar, och familjen halvgräs.
Artens utbredningsområde är Bolivia. Inga underarter finns listade i Catalogue of Life.